# Omloop Houtse Linies

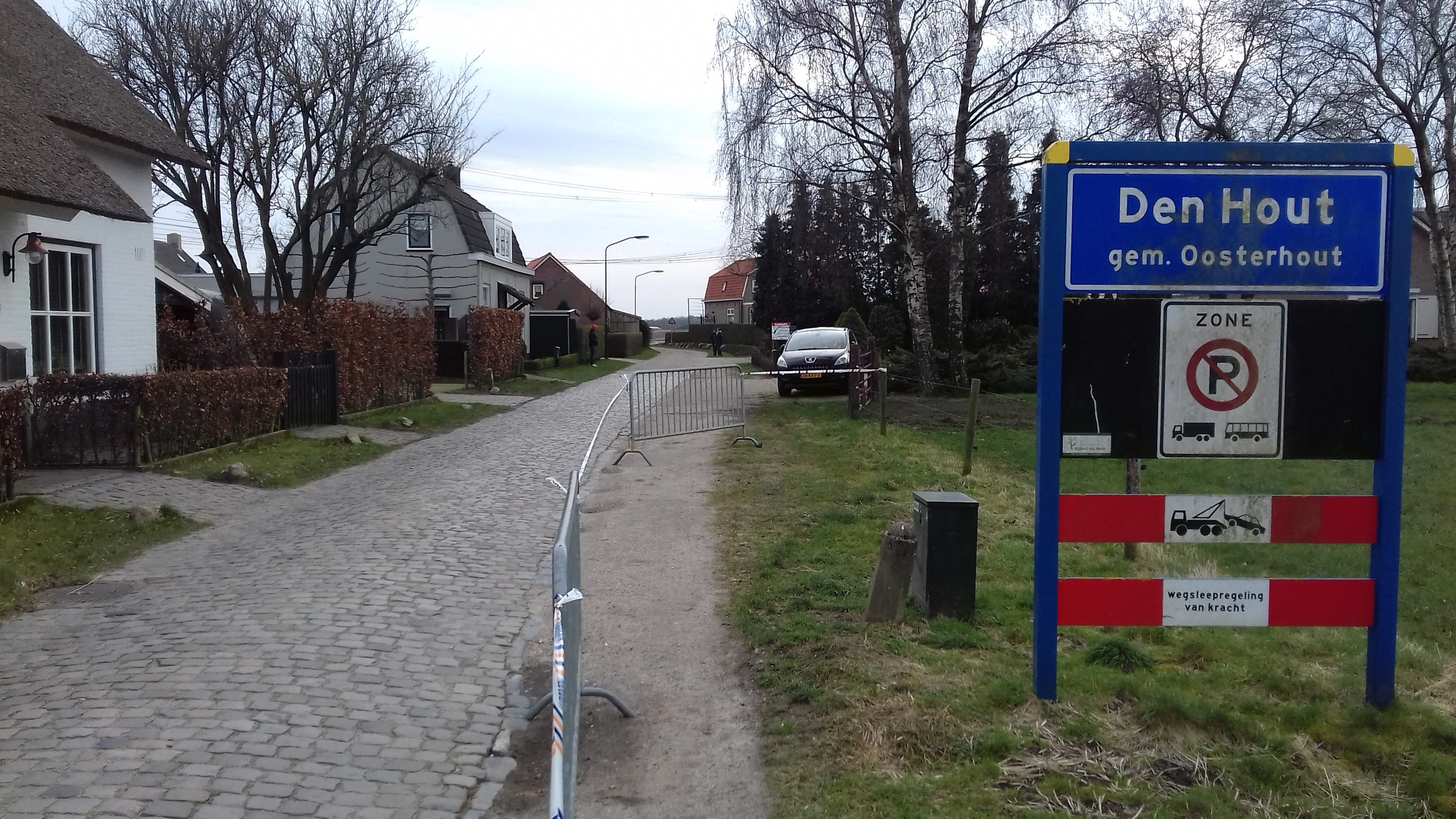
Dordrechtseweg te Den Hout

Omloop Houtse Linies - of Omloop van de Houtse Linies - is een jaarlijks terugkerende nationale wielerklassieker voor elite renners zonder contract. De wedstrijd wordt gehouden in en rond het plaatsje Den Hout, nabij Oosterhout. De koers is vernoemd naar de nabijgelegen verdedigingswerken uit de 17e eeuw: Linie van Den Hout.
De wedstrijd wordt sinds 1987 georganiseerd door wielervereniging De Jonge Renner. De Omloop Houtse Linies bestaat uit een vaste ronde van ca. 19 km. De totale lengte van de wedstrijd ligt rond de 170 km. Scherprechter zijn de kasseien van de Dordrechtseweg in Den Hout. Deze strook is 600 meter lang en wordt elke ronde aangedaan.